# Arrondissement de Velletri
L'arrondissement de Velletri est une ancienne subdivision administrative française du département de Rome créée en 1809 et supprimée en 1814, lors de la chute de l'Empire.

## Historique
La subdivision est créée le 15 février 1809[réf. nécessaire] dans le cadre de la nouvelle organisation administrative mise en place par Napoléon Ier en Italie.
M. du Guemen en est le sous-préfet en 1811 et 1812 et Charles-Édouard de Montozon en 1813.
L'ensemble des unités administratives françaises de l'Italie est officiellement supprimé par le traité de Paris en mai 1814.

## Composition
L'arrondissement de Velletri comprenait les cantons d'Albano, Cori, Frascati, Genzano di Roma, Marino, Norma, Paliano, Segni, Sezze, Terracine, Valmontone et Velletri.